# Gyoides gandaki
Gyoides gandaki is een hooiwagen uit de familie Sclerosomatidae.